# Atarrabia
Atarrabia (en basc; cooficialment en castellà, Villava) és un municipi de Navarra, a la comarca de Cuenca de Pamplona, dins la merindad de Pamplona. Limita amb Pamplona i Burlata al sud - sud-oest, Ezkabarte al nord i Uharte a l'est - sud-est. És el vuitè municipi amb més població de Navarra, després de Pamplona, Tudela, Barañain, Burlada, Zizur Nagusia, Estella-Lizarra i Tafalla.

## Denominació
Ha existit un debat entre els historiadors navarresos respecte a la denominació de l'assentament poblacional previ a la fundació de Villava per Sanç VI el Savi. Per a alguns, el nom antic de la localitat era Atarrabia, però això solament és una hipòtesi que no ha pogut ser demostrada amb proves arqueològiques i/o documentals. No se sap bé el significat o origen d'aquest nom, encara que sembla que prové de l'euskera. Alguns lingüistes afirmen que el nom podria provenir d'ate (porta, foz), Arre (nom d'una localitat veïna) i ibia (el gual).
Prop de Villava i per a arribar al veí poble d'Arre existeix un estret pas on el riu Ultzama s'encaixona i al que podria fer al·lusió el nom de l'Atarrabia, que seria traduïble el gual de la foz d'Arre. No existeix unanimitat referent a això, pel que queda en el camp de l'especulació el significat d'Atarrabia. No obstant això, ja el Fur General de Navarra (lloc per escrit a mitjan segle xii) denomina al pont de la Trinitat com "Pont d'Atarrabia". En el segle xii el rei Sanç VI el Savi funda al costat del llogaret d'Atarrabia una vila a la qual concedeix els furs del burg nou de Pamplona.
Com era costum en l'època, el rei bateja a la vila amb un nom i li concedeix el de Vila noua (Vila Nova). Es tracta per tant d'un nom romanç similar al que tenen moltes altres localitats d'Europa, encara que la fundació es realitzés en una zona bascòfona de Navarra. L'actual nom de Villava és fruit d'una evolució d'aquest nom original; Villanova → Villaova → Villava. En parlar en euskera el nom de la localitat solia ser també Billeba o Billaba. Ja en el segle xx (1986) es va recuperar para Villava l'antic nom d'Atarrabia i va començar a utilitzar-se com nom en euskera de la població. Actualment la denominació oficial del municipi és Villava/Atarrabia.

## Economia
Compta amb un polígon industrial en el qual s'allotgen diferents empreses, destacant les seves botigues dedicades a mobiliari de llar. El creixement de la ciutat esgotant el seu sòl urbanitzable, ha integrat en el seu nucli diverses empreses, havent-se projectat a mitjà termini la seva sortida.

## Política
|                 |                          |                                |
| 2015-actualitat | Mikel Oteiza             | Euskal Herria Bildu            |
| 2011-2015       | Pedro Gaztearena         | Euskal Herria Bildu            |
| 2007-2011       | Pello Gurbindo Jimenez   | Atarrabia-NaBai                |
| 2003-2007       | Alfonso Ucar Zaratiegi   | UPN                            |
| 2003-2007       | Alfonso Ucar Zaratiegi   | UPN                            |
| 1999-2003       | Alfonso Ucar Zaratiegi   | UPN                            |
| 1999-1999       | Peio J. Monteano Sorbet  | Agrupación Electoral Atarrabia |
| 1996-1999       | Alfonso Ucar Zaratiegi   | UPN                            |
| 1995-1996       | Hilario Eransus Olleta   | UPN                            |
| 1991-1995       | Vicente Sabalza Martínez | Independent                    |

## Demografia
| 1900 | 1910 | 1920 | 1930 | 1940 | 1950 | 1960 | 1970 | 1981 | 1991 | 1996 | 1997 | 1998 | 1999 | 2000 | 2001 | 2002 | 2003  | 2004  | 2005  | 2006  |
| ---- | ---- | ---- | ---- | ---- | ---- | ---- | ---- | ---- | ---- | ---- | ---- | ---- | ---- | ---- | ---- | ---- | ----- | ----- | ----- | ----- |
| 976  | 1202 | 1540 | 1524 | 1933 | 2486 | 3225 | 4446 | 6216 | 7528 | 8932 | 8997 | 9006 | 9142 | 9333 | 9516 | 9803 | 10035 | 10179 | 10236 | 10295 |

## Persones il·lustres
- Ángel Zúñiga (1911)-(1994), periodista.
- Miguel Indurain (1964), ciclista guanyador de cinc Tours de França.